# 谷津龍太郎
谷津 龍太郎（やつ りゅうたろう、1952年11月2日 - ）は、日本の環境官僚、環境事務次官、中間貯蔵・環境安全事業株式会社代表取締役社長等を歴任した。

## 経歴
1952年11月2日群馬県太田市生まれ。群馬県立太田高等学校を経て、1976年3月東北大学工学部土木工学科卒業、厚生省入省。
1999年3月東北大学大学院工学研究科土木工学博士課程修了、工学博士。
1976年4月厚生省入庁後、環境庁大気保全局、厚生省水道整備課等を経て、1993年環境庁水質保全局企画課調査官、1995年平成7年環境庁企画調整局環境計画課計画官。1996年国連大学高等研究所派遣。1998年環境庁企画調整局地球環境部環境保全対策課調整官。
1999年環境庁地球環境部環境保全対策課地球温暖化対策推進室長。2000年兵庫県県民生活部参事。2002年厚生労働省健康局水道課長。2004年環境省大臣官房廃棄物・リサイクル対策部企画課長。2005年大臣官房政策評価広報課長。2006年大臣官房審議官(地球環境局担当)。2008年大臣官房廃棄物・リサイクル対策部長。2010年大臣官房長。2012年地球環境審議官。
2013年（平成25年）7月より、環境事務次官。2014年（平成26年）7月より、環境省顧問。2014年 (平成26年) 12月より、日本環境安全事業株式会社代表取締役副社長、2015年 (平成27年) 6月より、中間貯蔵・環境安全事業株式会社代表取締役社長を務めたが、2018年（平成30年）に転倒に伴う負傷により入院し復帰が困難となったため退任した。
地球サミット（1992年）、地球温暖化防止京都会議（1997年）、G8環境大臣会合（2008年）、UNFCC/COP18（2012年）などの国際交渉に参画。
2024年、瑞宝重光章受章。
なお、環境省のプロパー職員で初の技術系職員出身の事務次官である。